# Mehdi Meklat
Mehdi Thomas Maximilien Meklat Prat, plus communément connu sous le nom de Mehdi Meklat, né le 18 avril 1992 à Clichy (Hauts-de-Seine), est un écrivain, réalisateur, blogueur et chroniqueur français, compagnon de plume de Badroudine Saïd Abdallah avec qui il cosigne ses différentes activités.
En février 2017, il fait l’objet d'une polémique lors de la découverte d'une dizaine de tweets, à caractère racistes, antisémites, homophobes et misogynes qu'il avait publiés plus jeune sous le pseudonyme de Marcelin Deschamps. Il s'en explique dans un livre, Autopsie, publié chez Grasset en 2019. En 2022, le cinéaste Laurent Cantet adapte l'histoire de Mehdi dans un film « passionnant ».

## Biographie
Mehdi Meklat est né à Clichy (Hauts-de-Seine) le 18 avril 1992. Il grandit à Saint-Ouen dans une famille modeste. C'est en 2007, une fois entré au lycée, qu'il rencontre Badroudine Saïd Abdallah, avec qui il formera le duo des Kids.
En septembre 2007, il commence sa collaboration avec Badroudine Saïd Abdallah en entrant au Bondy Blog, écrivant à quatre mains des reportages politiques ou des portraits d'artistes. Le duo des Kids naît. Leur style choral leur permet d'être repéré par la journaliste Marie-Françoise Colombani et par Pascale Clark, qui leur donne, en 2010, une chronique radio dans son émission Comme on nous parle sur France Inter, devenue A'Live durant la saison 2014-2015. Leur collaboration avec France Inter s'achève en juin 2015.
Mehdi Meklat collabore à la curation et l'organisation du festival « Banlieue is Beautiful » (la banlieue est belle) qui se tient au Palais de Tokyo du 16 au 18 mai 2014.
Avec Badroudine Saïd Abdallah, il réalise pour la chaîne télévisée Arte, les chroniques vidéos Vie Rapide en mars 2015, puis le documentaire Quand il a fallu partir consacré à la barre Balzac de la cité des 4000 de La Courneuve, détruite pour insalubrité en 2011.
En 2015, les deux amis co-écrivent leur premier roman, Burn out, racontant la vie et les espoirs déçus de Djamal Chaar, qui s'était immolé devant une agence de Pôle emploi, le 13 février 2013. Ils y donnent la parole à sa famille, à ceux qui l'ont entouré durant sa descente aux enfers, mêlant l'empathie face à ce drame personnel à une critique d'une société du travail où le chômage devient la norme, insistant sur la déconnexion entre les solutions proposées et la réalité sociale.
À l'occasion de la sortie du livre, les deux auteurs font la une de Télérama. 
Mehdi Meklat est proche de la réalisatrice Houda Benyamina. Il participe notamment à ses ateliers d'initiation à l'image au sein de l'association 1000 visages. En septembre 2016, Badroudine Saïd Abdallah et lui sont président et vice-président de l’association. La réalisatrice définit les deux journalistes comme ses « alter ego » et les décrit comme des « génies ». En mai 2016, il monte les marches du festival de Cannes avec toute l'équipe du film Divines de la réalisatrice.
Avec le journaliste Mouloud Achour et son collègue Badroudine Saïd Abdallah, Mehdi fonde la revue annuelle Téléramadan, dont le premier et unique numéro sort le 6 juin 2016,.
Le 31 janvier 2017, Mehdi Meklat et Badroudine Saïd Abdallah font la une des Inrockuptibles avec une interview de Christiane Taubira.
À la suite de la polémique sur la série de tweets, il part quelques jours au Japon, dans la résidence de son ami Ramdane Touhami. En novembre 2018 sort son livre Autopsie, aux éditions Grasset, dans lequel il présente ses excuses pour ses tweets, puis analyse l'utilisation des réseaux sociaux.
En 2018, il co-écrit une pièce de théâtre, Les enfants de la réalité, avec Badroudine Saïd Abdallah. Le rôle principal de la pièce revient à Élodie Bouchez. Une lecture mise-en-espace est programmée à la MC93 en décembre 2018. 
En octobre 2019, Mehdi Meklat et Badroudine Saïd Abdallah terminent leur troisième film documentaire, Demain le feu, sélectionné au Festival international du film indépendant de Bordeaux (FIFIB) et au Cinéma du réel. Le film se présente comme une traversée de la France, de Calais à Marseille, avec la voix-off de Gérard Depardieu. Pour Télérama, le film est un « voyage tendu, parfois poétique, dans une France fracturée ».
Depuis octobre 2021, Mehdi Meklat et Badroudine Saïd Abdallah sont artistes-résidents aux Ateliers Médicis. Lors de leur résidence, ils fondent le programme artistique pluri-disciplinaire des Chichas de la pensée, où ils invitent plus d'une centaine d'artistes parmi lesquels : Arthur Jafa, Mati Diop, Alice Diop, Virginie Despentes, Mohamed Mbougar Sarr, Raoul Peck, Karim Aïnouz,...  Ce programme est soutenu par différentes institutions publiques : Centre Pompidou, Villa Medicis, Mucem...  
En décembre 2022, la région Île-de-France annonce suspendre sa subvention pour 2023 du fait du soutien des Ateliers Médicis à Mehdi Meklat. La présidente de la région, Valérie Pécresse, estime que « ces choix de programmation vont à l’encontre totale des valeurs de la République ». En février 2023, la région Île-de-France reviendra sur sa décision et prônera une « optique de dialogue et d'écoute ».  

## Polémiques

### Photo d'Isabelle Balkany
En décembre 2013, une plainte d'Isabelle Balkany, classée après un rappel à la loi, lui reproche d'utiliser sa photo pour son compte Twitter ; il peut garder la photo.

### Affaire des tweets
Après La Grande Librairie, sur France 5, du 16 février 2017, une polémique sur les réseaux sociaux, puis dans la presse,,, accompagne la republication d'une dizaine de tweets racistes, antisémites, homophobes ou misogynes publiés entre 2011 et 2015 sous le pseudonyme de « Marcelin Deschamps », par exemple : « Qu'ils crèvent » à propos des journalistes de Charlie Hebdo (18 novembre 2014), « Regrette que Ben Laden soit mort. Il aurait pu tout faire péter » (8 juillet 2011), « Vive les PD vive le sida avec Hollande » (3 décembre 2013), « Pourquoi les juifs ont le droit de prendre le métro aussi ? » (10 avril 2014).
Mehdi Meklat affirme que « Marcelin Deschamps » était un « personnage fictif », à travers lequel « [il] questionnai[t] la notion d'excès et de provocation, ». 
En novembre 2018, il publie Autopsie aux éditions Grasset, où il revient sur cette affaire. Il s'excuse et « implore à nouveau le pardon », estimant toutefois que les réactions à ces tweets, « qui m’horrifient aujourd'hui », assure-t-il, relèvent parfois d'un « fantasme raciste », à cause de ses origines. Il considère en effet que, dans ce genre de polémique, la sanction n'est « pas identique pour tout le monde ». Marianne qualifie le livre « d'essai médiocre ». Le Point estime, lui, que « le jeune homme n'est pas con, il fait montre d'une maturité et d'une sensibilité troublantes ».

#### Réactions
François Busnel regrette d'avoir invité sur le plateau de La Grande Librairie l'auteur de ces tweets « odieux » et « inacceptables ». Le Bondy Blog ou Pierre Siankowski, directeur de la rédaction des Inrockuptibles , prennent leurs distances comme Christiane Taubira (« Il ne peut résider dans un même esprit la beauté et la profondeur d’une telle littérature et la hideur de telles pensées. Il faut purger, curer, cureter. Cela se fait plus aisément lorsqu’on n’est qu’au début d’une vie où il y a tant à faire »). En revanche, il est défendu par Pascale Clark (« à l'antenne celui-ci ne fut que poésie, intelligence et humanité », Claude Askolovitch pour qui ces tweets ne sont que les « blagues nazes » d'un « gamin » ou Alexandre Comte, journaliste aux Inrockuptibles (« l'outrance des tweets de Marcelin Deschamps / @mehdi_meklat, c'était la résonance de la violence de nos sociétés, qu'il régurgitait. Avec rage. Parfois avec une inconséquence immature. Souvent avec humour. Parce qu'il avait du mal à la digérer. Parce qu'il avait 20 ans »). L'hebdomadaire Marianne répond : « On croit rêver, c’est à crever. La haine crève l’écran et ils ne veulent pas la voir » et l'historien Guylain Chevrier estime grave de « banaliser totalement ces tweets ». 
Xavier de La Porte, dans Les Matins de France Culture, s'efforce de comprendre ce « mystère » de « l’âme humaine » : pour lui, « il y a sans doute chez Mehdi Meklat une complexité qui nous échappe, et lui échappe aussi ». Sonia Devillers, sur France Inter, minimise l'affaire : « Cette affaire mérite-t-elle autant de battage médiatique ? Non. Les médias sont pris au piège des imposteurs du Net dont ils passent un temps dingue à contrer les propos. » L’hebdomadaire L'Obs invoque une affaire de « double maléfique » littéraire : « Pacôme Thiellement nous rappelle que la littérature adore les doubles maléfiques. On en trouve dans les nouvelles d'Hoffmann, de Poe, de Dostoïevski. Cela touche souvent des personnes fragiles dans la position d’acceptation de ce qu’elles sont, qui ne se pensent pas complètement légitimes ».
Pour le quotidien Libération, la polémique est utilisée par la « fachosphère » qui retourne « la tendance de Meklat à faire fréquemment le procès en islamophobie de journalistes, experts, artistes, militants, humoristes… ». Le site en ligne Mediapart dénonce également une « coalition numérique allant de la fachosphère au Printemps républicain […] à la manœuvre pour […] détruire tout ce qu’il est censé incarner ». Hugues Serraf est moins amène et trouve « insupportable d'être assigné à cette fameuse fachosphère par le raisonnement crapoteux élaboré dans la panique par une équipe de pompiers pyromanes, qui transforme un appel au meurtre en naïveté adolescente ».
Raphaël Enthoven, dans sa chronique sur Europe 1 du 22 février, considère que « le double de Mehdi Meklat ne cache que sa duplicité ». Natacha Polony, dans sa revue de presse sur Europe 1, ironise sur l'humour supposé des tweets de Mehdi Meklat : « Le jeune homme plaide l'humour et la caricature. […] Pour ma part, je suis assez heureuse de savoir que, quand Medhi Meklat me traitait de grosse pute et expliquait qu'il ferait bien de moi son mouton de l'Aïd, c'était de l'humour ».
Le journal Le Monde consacre son éditorial du 22 février à l'affaire Mehdi Meklat qui est, selon le quotidien, « révélatrice de deux sociétés qui ne se rencontrent pas ».
Pascale Clark, dans le journal de 13 heures de France inter, affirme que « tout le monde savait, ceux qui aujourd'hui semblent découvrir les tweets […] qu'ils ne prétendent pas qu'ils ne savaient pas puisque tout le monde le savait, à chaque fois qu'il y avait un papier sur les « kids » c'était rappelé ».
Le politologue Laurent Bouvet s'étonne de « l'impunité dont Mehdi Meklat a pu bénéficier pendant toutes ces années […] de la part de ses collègues et amis du Bondy Blog », de la « complaisance médiatique rare pour un journaliste débutant » qui a fait qu'il a été « encensé par toute une partie de la presse », ceci étant révélateur d'un système médiatique « qui assure de toute sa force de frappe la promotion de certaines idées ».
Sur sa page Facebook, Sylvain Bourmeau, ancien directeur adjoint de la rédaction des Inrockuptibles puis de Libération et ancien journaliste à Médiapart, considère que « l'affaire des abjects tweets antisémites de Mehdi Meklat est un événement grave. Très grave ». Il affirme être « frappé par la mollesse des réactions. À commencer par celle de l’éditeur de Meklat, les  éditions du Seuil, qui pourtant, espérons-le, n’avait pas connaissance de son compte Twitter avant le scandale. Ce qui, hélas, n’est assurément pas le cas de tous ceux qui ont fait la promotion d'un antisémite déjà avéré pour eux ».
La Ligue internationale contre le racisme et l'antisémitisme (LICRA) a annoncé vouloir saisir immédiatement la justice. Toutefois, il est probable que les faits soient prescrits,.
Dominique Sopo, président de SOS Racisme réagit dans une tribune publiée dans le journal Le Monde et écrit notamment : « Le côté le plus affligeant de l’affaire : l’incapacité des personnes qu’il côtoyait à faire œuvre de contradiction. Dans quoi Mehdi Meklat était-il pris ? Sans doute dans un environnement où quelques employeurs ne pouvaient rien dire puisque s’encanaillant au contact du « jeune rebeu de cité qui parle cash » qu’ils prétendirent ériger en star ».
Quelques jours après le déclenchement de la polémique, il affirme avoir décidé de quitter provisoirement la France.
Dans la presse étrangère, le Corriere della Sera et The New York Times se sont également fait l'écho de cette affaire. Le magazine de France 2, Stupéfiant ! consacre un reportage à cette affaire. On y entend Mehdi Meklat réagir à la polémique en reprenant les explications qu'il a données à Télérama.

#### Les médias en question
À mesure que le scandale enfle, l'affaire Mehdi Meklat devient aussi une affaire des médias. Les médias ayant encouragé et promu le blogueur sont embarrassés par la teneur des tweets,,,,,. Des messages entre des journalistes des Inrockuptibles, Pierre Siankowski, Alexandre Comte, et Marcelin Deschamps (Mehdi Meklat) sont révélés par des internautes, témoignant de la connaissance par ces journalistes des tweets de ce dernier depuis 2011.
Alors que leur parole est de plus en plus mise en doute, les médias qui l’ont employé et choisi parce qu'il était une « icône de banlieue » ont, selon Sonia Devillers, failli. Ils « auraient dû se montrer bien plus vigilants ». Alain Finkielkraut reproche ainsi au Monde de ne pas avoir réagi alors que le quotidien n'ignorait en rien la présence de tweets disant qu'il fallait lui « casser les jambes » à ce « fils de p*** », relevant qu'aucune association antiraciste ne s'est manifestée. Selon l'essayiste, Mediapart, Les Inrockuptibles, Libération, L’Obs et Télérama « se régalaient d'entendre Mehdi et Badrou expliquer que “la stigmatisation du voile n'est rien d'autre que du racisme et la perpétuation du colonialisme” » au point de ne pas dénoncer l'autre face du blogueur.
L'historien Emmanuel Debono juge que l’affaire Meklat est un « puissant symptôme » des ambiguïtés et des sympathies qu’il soulève dans l’intelligentsia. Cette sympathie a pour conséquence que « lorsque la haine raciale ou antisémite provient d’individus appartenant à des catégories dites « dominées », une grande partie de l’antiracisme contemporain la minimise ou la dénie ». Alexandre Devecchio, ancien du Bondy Blog, estime que les tweets de Meklat « expriment la frustration et le ressentiment d’une jeunesse nourrie au lait de la victimisation et de la repentance ». Pour lui, « s’il faut condamner quelqu’un dans cette affaire, ce sont ceux qui l’ont nourri, instrumentalisé, exacerbé ». Pascal Bruckner, dans une interview au Figaro, considère que « l'affaire du Bondy Blog est le Titanic de la gauche branchée ». Il vise notamment M le Monde, Libération, Les Inrockuptibles, Télérama qui « ont encensé la formidable vitalité de ce kid des banlieues, si cocasse, si futé qui se proposait, par la voix de son « double maléfique » de tuer des Juifs… ». Dans cette interview, il qualifie également le journal en ligne Mediapart de « site frérot salafiste ».
Philippe Lançon, l'une des victimes survivantes de la fusillade de Charlie Hebdo, écrit dans sa chronique hebdomadaire : « […] s'il y a une chose que cette histoire nous rappelle, c'est que certains médias ont tant de mépris pour eux-mêmes (et pour les autres) qu'ils perdent jusqu'à la mémoire de ce qu'ils ont publié ». Et il conclut : « Quand on me parle du « lynchage » de Mehdi, je souris donc un peu : il est vivant, il a sa mâchoire, ses bras, ses jambes, et, s'il a quelque force et du talent, il surmontera ses obscénités et les réactions plus ou moins sincères qu'elles provoquent. […] je fais […] confiance à l'oubli. D'ailleurs, Mehdi n'est pas un héros de Kafka : sa conscience ou son inconscience survivra à la honte, qu'il l'éprouve ou non. »
Le 1er mars, les sociétés des journalistes de Mediapart, BFM TV, TF1, France Inter, RMC, la société des journalistes et personnels de Libération, ainsi que les journalistes SUD de Presse-Océan et la rédaction d'Explicite affirment leur soutien à l'ancien journal de Mehdi Meklat, le Bondy Blog, qui selon eux « subit des attaques et des mises en cause dans plusieurs médias » depuis qu’a éclaté l’affaire des tweets. Le billet intitulé « En soutien au Bondy blog » est publié sur Mediapart et sur le site de Libération.

## Publications et réalisations

### Ouvrages
- Avec Badroudine Saïd Abdallah, Burn out : roman, Paris, Éditions du Seuil, 2015, 182 p. (ISBN 978-2-02-124143-3, BNF 44419513)
- Avec Badroudine Saïd Abdallah, Minute, Paris, Éditions du Seuil, 2 février 2017, 192 p. (ISBN 978-2-02-131632-2 et 2-02-131632-7)
- Autopsie, Paris, Éditions Grasset, 2018, 162 p. (ISBN 978-2-246-81791-8 et 2-246-81791-9)

### Films
- Avec Badroudine Saïd Abdallah, Quand il a fallu partir, documentaire, 2015
- Avec Badroudine Saïd Abdallah, Demain le feu, documentaire, 2020
- Avec Badroudine Saïd Abdallah, Les uns contre les autres, court-métrage, 2025

### Théâtre
Avec Badroudine Saïd Abdallah, Les enfants de la réalité, 2018

### Série
- Avec Mouloud Achour et Badroudine Saïd Abdallah, Vie rapide, 2015

## Dans la culture populaire
- 2022 : Arthur Rambo, de Laurent Cantet : film inspiré de sa vie, le personnage principal est interprété par Rabah Nait Oufella[83].

### Note
- Cet article est partiellement ou en totalité issu de l'article intitulé « Affaire des tweets de Mehdi Meklat » (voir la liste des auteurs).